# Leedon Records
Leedon Records foi um selo fonográfico australiano fundado pelo empresário entusiasta de jazz Lee Gordon, em 1958. Inicialmente, era mais focado em distribuir material produzido nos EUA, embora também gravasse artistas australianos, como Johnny O'Keefe. Completamente independente no início, em 1960 começou a ser distribuído pela Festival Records, então sob a propriedade da News Limited. Em 1961, O'Keefe começou a administrar a companhia em conjunto com Gordon. Sob o controle de O'Keefe, a companhia passou a se focar exclusivamente em lançamentos de artistas locais. Em 1962, a Festival adquire a Leedon, mas mantém seu perfil até seu encerramento em 1969. Em 1963, Lee Gordon falece; O'Keefe morre em 1978.
A gravadora é especialmente conhecida por, após a incorporação pela Festival, lançar os primeiros singles e álbum dos Bee Gees.